# قلعه‌قایین
قلعه‌قایین (به لاتین: Qalaqayın) یک منطقه مسکونی در جمهوری آذربایجان است که در شهرستان صابرآباد واقع شده‌است. قلعه‌قایین ۷۴۸۹ نفر جمعیت دارد و پرجمعیت‌ترین ناحیه پس از صابرآباد در این شهرستان است. قلعه تاریخی خانات جواد و مرکز ناحیه تاریخی مغان در این محل قرار داشت.